# Peder-Skram-Raketenzwischenfall
Am 6. September 1982 wurde von der Fregatte Peder Skram der dänischen Kriegsmarine versehentlich ein Flugkörper abgefeuert, der an der Küste von Nordwestseeland einschlug und dort, trotz des Vernichtungspotentials der Waffe, lediglich Sachschaden verursachte. Der Zwischenfall wurde in Dänemark als „Hovsa-Missilet“ (etwa: „Hoppla-Rakete“) bekannt. Es handelte sich um eines der meistdiskutierten Ereignisse in der ersten Hälfte der 1980er Jahre in Dänemark.

## Hergang
Bei dem Flugkörper handelte es sich um einen zum damaligen Zeitpunkt hochmodernen Seezielflugkörper vom Typ AGM-84 Harpoon des US-amerikanischen Herstellers McDonnell Douglas mit einer Masse von über 600 kg und einer Ladung von 220 kg Sprengstoff.
Aufgrund der hohen Stückkosten von sieben Millionen dänischen Kronen wurden von der Marine nur wenige Probeschüsse abgefeuert. Im Übrigen beschränkte man sich auf halbjährliche Systemtests, bei denen keine Raketen abgefeuert wurden, sondern nur die Funktionalität der Systeme geprüft wurde.
Am 6. September 1982 befand sich die Peder Skram im Kattegat, um einen solchen Systemtest durchzuführen. Der für den Test Verantwortliche war der 54 Jahre alte Orlogskaptajn (entspricht etwa dem Dienstgrad eines Korvettenkapitäns) Henning G. Olsen vom Materialkommando der dänischen Seestreitkräfte, der nach dem Zwischenfall als „Hovsa-Olsen“ oder „Missil-Olsen“ landesweite Bekanntheit erlangte. 
In der Mittagszeit des 6. September wurde während des Systemtests versehentlich ein Harpoon-Flugkörper abgefeuert. Dieser flog ca. 34 km und schlug schließlich in einer Sommerhausgegend in der Gemeinde Lumsås (Großgemeinde Odsherred) auf Seeland in einen Baum ein. Bei der Explosion des Sprengkörpers wurden vier Wochenendhäuser vollständig zerstört und über 100 beschädigt. Menschen kamen nicht zu Schaden.

## Ähnlicher Zwischenfall auf der USS Coontz
Bereits ein Jahr zuvor hatte sich ein ähnlicher Zwischenfall auf dem US-amerikanischen Kriegsschiff USS Coontz ereignet, bei dem ebenfalls eine Harpoon während eines Systemtests versehentlich abgefeuert wurde.  McDonnell Douglas hatte daraufhin die US Navy darüber informiert, dass bei der Waffe ein versehentlicher Abschuss herbeigeführt werden könne, wenn die Anweisungen im Handbuch nicht exakt befolgt würden.

## Konsequenzen

### Interne Untersuchung
Der Zwischenfall wurde zunächst intern untersucht, unter Leitung des Marineauditors Mogens Reimann. Die Untersuchung war nach einer Woche beendet und kam zu dem Schluss, dass sich Hennig Olsen Nachlässigkeiten bei den Sicherheitsprozeduren habe zuschulden kommen lassen; dennoch hätte der Abschuss aus technischen Gründen eigentlich nicht ausgelöst werden können, da hierzu ein spezieller Schlüssel (Launch Key) notwendig war, welcher sich jedoch zu diesem Zeitpunkt nachweislich nicht im Kontrollpult, sondern in einem Tresor an Bord des Schiffes befand. Daher wurde Olsen zunächst nur eine milde Strafe auferlegt.

### Erster Untersuchungsausschuss
Das Ergebnis der internen Untersuchung wurde von Seiten der Politik als unbefriedigend angesehen. In der Folge wurde eine Untersuchungskommission unter Leitung des Richters Jacques Hermann, dem späteren Präsidenten des Obersten Gerichtshofs, eingesetzt. Die Kommission legte ihren Abschlussbericht im Oktober 1983 vor. Olsen wurden grobe Pflichtverletzungen vorgeworfen, er wurde zu einer Strafe von 14 Tagen Quartierarrest verurteilt. Technische Fehler wurden nicht in Betracht gezogen, insbesondere wurde der frühere Zwischenfall auf der USS Coontz nicht berücksichtigt. Weiterhin wurden zahlreiche relevante Dokumente nicht berücksichtigt bzw. konnten aufgrund von Geheimhaltungsvorschriften von der Untersuchungskommission nicht eingesehen werden. Die Ergebnisse sowie die Methodik der Untersuchung wurden in der Folge massiv kritisiert. Es entstand der Eindruck, Olsen sei zum Sündenbock gemacht worden.

### Die Rolle der Medien, zweiter Untersuchungsausschuss
Der Zwischenfall und die damit zusammenhängenden Untersuchungen wurden in den Medien breit rezipiert. Die Journalisten  Henrik Thomsen, Allan Graubæk und Gunner Nielsen von der Lokalzeitung Holbæk Amts Venstreblad begleiteten die Sache über Jahre hinweg, wobei aufwendige Recherchen betrieben wurden. Es entstanden einige hundert Artikel. Den Journalisten zufolge war das Harpoon-Waffensystem mit einer Reihe von Mängeln behaftet, welche das US-amerikanische Militär veranlasst hatten, eine spezielle Sicherung zu installieren, um versehentliche Abschüsse zu verhindern. Dies war dem dänischen Militär offenbar unbekannt. Hätte das System auf der Peder Skram über eine solche Sicherung verfügt, so wäre der Flugkörper nicht abgefeuert worden.
Die Recherchen von Henrik Thomsen, Allan Graubæk und Gunner Nielsen wurden von der Öffentlichkeit und der Politik aufmerksam verfolgt. Aufgrund der Unzufriedenheit mit den Ergebnissen des ersten Untersuchungsausschusses verlangte die damalige Mehrheitsopposition im Folketing unter Führung der Sozialistischen Volkspartei eine weitere Untersuchung. Diese endete im Juli 1984 damit, dass die Vorwürfe gegen Olsen im Wesentlichen fallen gelassen wurden.
Der dänische Staat verklagte schließlich den Hersteller McDonnell Douglas. Die Rechtssache endete mit einem Vergleich, der Hersteller leistete Schadenersatz an den dänischen Staat.

## Cavling-Preis
1985 erhielten die drei Journalisten des Holbæk Amts Venstreblad den Cavlingpreis – die bedeutendste Auszeichnung für Journalisten in Dänemark – für ihre Recherchen zu der Sache, die nach Auffassung des Cavling-Komitees wesentlich dazu beigetragen hatten, dass die Vorwürfe gegen Olsen weitgehend entkräftet wurden.